# Kikimora Maculae
Kikimora Maculae è una formazione geologica presente sulla superficie di Tritone, il principale satellite naturale di Nettuno; il suo nome deriva da quello di Kikimora, una divinità delle paludi secondo la mitologia slava.